# Hợp đồng lao động
Hợp đồng lao động là văn bản thỏa thuận giữa người lao động và người sử dụng lao động về việc làm có trả công, trong đó quy định điều kiện lao động, quyền và nghĩa vụ của mỗi bên trong quan hệ lao động. Hợp đồng lao động được ký kết theo nguyên tắc tự nguyện, bình đẳng, phù hợp với các quy định của pháp luật lao động. Trong thời gian thực hiện hợp đồng lao động các bên ký kết có thể thỏa thuận sửa đổi nội dung của hợp đồng lao động. Trong trường hợp có sự thay đổi của một trong những nội dung chủ yếu về điều kiện lao động thì người lao động có quyền ký hợp đồng lao động mới.
Khi bắt đầu một công việc, người lao động và người sử dụng lao động cần quan tâm và thống nhất hợp đồng lao động. Bộ luật lao động năm 2019 điều chỉnh một số quy định sẽ bắt đầu có hiệu lực vào năm 2021.

## Việt Nam
Theo Bộ luật Lao động 2012, hợp đồng lao động có 03 loại: hợp đồng lao động theo mùa vụ, hợp đồng lao động xác định thời hạn và hợp đồng lao động không xác định thời hạn.
I. Loại hợp đồng:
1. Hợp đồng lao động theo mùa vụ hoặc theo một công việc nhất định có thời hạn dưới 12 tháng
2. Hợp đồng lao động xác định thời hạn: Hợp đồng lao động xác định thời hạn là hợp đồng mà trong đó hai bên xác định thời hạn, thời điểm chấm dứt hiệu lực của hợp đồng trong khoảng thời gian từ đủ 12 tháng đến 36 tháng.
3. Hợp đồng lao động không xác định thời hạn: Hợp đồng lao động không xác định thời hạn là hợp đồng mà trong đó hai bên không xác định thời hạn, thời điểm chấm dứt hiệu lực của hợp đồng.

Người làm việc theo hợp đồng lao động có thời hạn từ đủ 01 tháng đến dưới 03 tháng; Người làm việc theo hợp đồng lao động không xác định thời hạn, hợp đồng lao động xác định thời hạn, hợp đồng lao động theo mùa vụ hoặc theo một công việc nhất định có thời hạn từ đủ 03 tháng đến dưới 12 tháng, kể cả hợp đồng lao động được ký kết giữa người sử dụng lao động với người đại diện theo pháp luật của người dưới 15 tuổi theo quy định của pháp luật về lao động sẽ phải tham gia BHXH bắt buộc và được hưởng 05 chế độ (Ốm đau; Thai sản; Tai nạn lao động, bệnh nghề nghiệp; Hưu trí; Tử tuất). Mức hưởng sẽ tùy thuộc theo mức lương làm căn cứ đóng BHXH mà NLĐ và doanh nghiệp đã đóng. NLĐ có thể tra cứu mức lương đã đóng BHXH bằng cách tra cứu trực tuyến hoặc dùng cú pháp nhắn tin trên điện thoại di động .
Hợp đồng lao động thường được giao kết bằng văn bản và được làm thành 02 bản, người lao động giữ 01 bản, người sử dụng lao động giữ 01 bản.
Từ ngày 01/01/2021, người sử dụng lao động và NLĐ được giao kết hợp đồng lao động điện tử dưới hình thức thông điệp dữ liệu.
II. Điều kiện Đơn phương chấm dứt HĐLĐ:
- HĐ mùa vụ: Phải có lý do theo khoản 1 Điều 37 và báo trước ít nhất 03 ngày làm việc.
- HĐ xác định thời hạn: Phải có lý do theo khoản 1 Điều 37 và báo trước ít nhất 30 ngày.
- HĐ không xác định thời hạn: Không cần lý do, báo trước 45 ngày.
Đối với những trường hợp không được bố trí theo đúng công việc, địa điểm làm việc hoặc không được bảo đảm điều kiện làm việc đã thỏa thuận trong hợp đồng lao động; Không được trả lương đầy đủ hoặc trả lương không đúng thời hạn đã thỏa thuận; bị ngược đãi, quấy rồi tình dục; bị ốm đau, tai nạn đã điều trị 90 ngày liên tục đối với người làm việc theo hợp đồng lao động xác định thời hạn và 1/4 thời hạn hợp đồng đối với người làm việc theo hợp đồng lao động theo mùa mà khả năng lao động chưa được hồi phục thì báo trước ít nhất 03 ngày làm việc đối với tất cả các loại hợp đồng.
Đối với trường hợp lao động nữ mang thai nghỉ do yêu cầu của bác sĩ thì thời hạn theo chỉ định của bác sĩ.
Tuy nhiên, kể từ ngày 01/01/2021, khi Bộ luật Lao động 2019  bắt đầu có hiệu lực sẽ có nhiều thay đổi về hợp đồng lao động như Không còn hợp đồng lao động theo mùa vụ và theo một công việc nhất định; NLĐ có quyền đơn phương chấm dứt HĐLĐ không cần lý do .....